# James Quirk
Pour les articles homonymes, voir Quirk.
James R. Quirk était un scénariste et réalisateur américain.